# ロンダ駅
ロンダ駅（スペイン語: estación de Ronda）は、スペイン・アンダルシア州マラガ県ロンダにある鉄道駅。1891年9月7日に営業を開始した。

## 地理

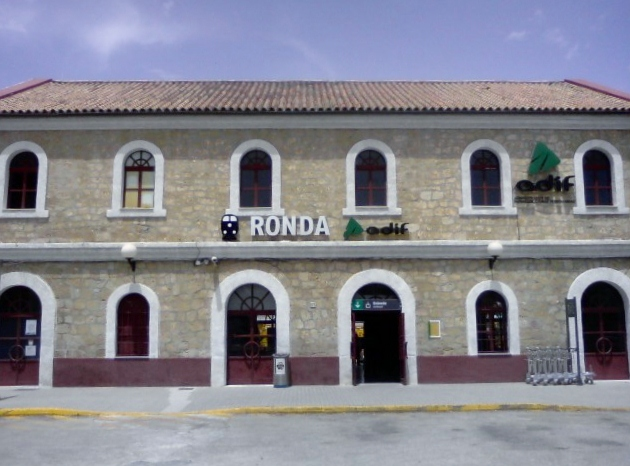
ロンダ駅の外観

ロンダ駅はボバディーリャ＝アルヘシラス線の途中駅である。セテニルの南、アルヘシラス方面へ向かった所、標高741 mの地点にある。なお、ロンダの市街地の中心部にある駅ではなく、市街地の北側に立地している。

## 歴史
ロンダ駅は1891年9月7日に営業を開始した。鉄道路線をスペイン南西端部のジブラルタル海峡に面したアルヘシラスまで延伸しようと計画していた中で、アンテケーラのボバディーリャ地区からの鉄道路線がロンダまで延伸して開通したことを契機に開設されたのである
。なお、この延伸工事はイギリス企業の「The Algeciras-Gibraltar Railway」によって行われた。そして1913年に、この鉄道路線はアンダルシア鉄道に譲渡された。さらに、1941年にはスペイン国有鉄道のレンフェの管理下に置かれた。